# Nikaragva
 Ovo je glavno značenje pojma Nikaragva. Za jezero u istoimenoj državi pogledajte Nikaragva (jezero).
Republika Nikaragva je država u Srednjoj Americi. Graniči s Hondurasom na sjeveru i Kostarikom na jugu. Na zapadu izlazi na Tihi ocean, a na istoku na Karipsko more.

## Zemljopis
Nikaragva se prostire na površini od 130.375 km2. Na pacifičkoj strani Nikaragve nalaze se dva najveća slatkovodna jezera u Srednjoj Americi - Managua i Nikaragva. Ta dva jezera su međusobno povezana rijekom Tipitapa. Plodne ravnice okružuju ova jezera i pružaju se prema sjeverozapadu. Njihovo zemljište je obogaćeno vulkanskim pepelom s obližnjih vulkana u središnjim planinama. 
Oko petinu Nikaragve čine zaštićena područja kao što su nacionalni parkovi, rezervati prirode i biološki rezervati. Prema sjeveru Nikaragva se graniči s Hondurasom, na istoku izlazi na Karipsko more, prema jugu se graniči s Kostarikom, a na zapadu izlazi na Tihi ocean.

## Povijest
Prije dolaska Europljana na području Nikaragve živjela su indijanska plemena. Prema najbrojnijem među njima, plemenu Nicarao država je i dobila ime (nicarao + agua, španj. "voda").
Španjolci su je kolonizirali 1524. a neovisnost je dobila 1821. Priključuje se Ujedinjenim pokrajinama Srednje Amerike u razdoblju do 1838. nakon čega postaje samostalna republika 1854.
Od samih početaka nacionalne povijesti prostor Nikaragve je bio područje strateških, političkih i komercijalnih interesa Sjedinjenih Američkih Država. Država je preživjela vojne intervencije SAD-a i dulje periode vojne diktature. Od 1927. do 1933. traje gerilski rat protiv američke vojske predvođen Augustom Césarom Sandinom. 
1979. vlast je preuzela višestranačka koalicija. Sukobi unutar koalicije doveli su do stanja u kojem je moć prigrabio Daniel Ortega, izabran za predsjednika 1984. Ortega i njegovi sljedbenici sandinisti poduzeli su niz ambicioznih socijalnih reformi. Izbija građanski rat u kojem su Sjedinjene Američke Države pomagale pobunjenike zvane "kontraši".
1990. su održani višestranački izbori, nakon kojih počinje uglavnom mirno razdoblje.

## Gospodarstvo
Nikaragvansko gospodarstvo je bilo orijentirano na izvoz tropskih biljaka i proizvoda: banana, kave i duhana. Proizvodio se i kvalitetan rum i uzgajala goveda. Tijekom građanskog rata veliki dio infrastrukture je oštećen ili uništen, a ekonomska blokada koju su nametnule SAD dovela je do kolapsa gospodarstva i ogromne inflacije. Nakon rata privatizirani su mnogi industrijski pogoni koji su bili u vlasništvu države, a inflacija svedena na podnošljivu mjeru. Posljednjih godina gospodarstvo bilježi brz porast.

## Stanovništvo
Oko 69% populacije čine mestici, potomci Europljana i domorodačkog stanovništva. Potomaka doseljenih Europljana ima oko 17%, uglavnom španjolskog podrijetla. Tijekom 19. stoljeća dolazilo je do malih valova migracije iz zemalja Sredozemlja. Oko 5% ostalih su čisti potomci autohtonog stanovništva.